# Sture Grahn
Bror Sture Ragnvald Grahn (ur. 24 maja 1932 w Lycksele, zm. 14 sierpnia 2024) – szwedzki biegacz narciarski dwukrotny złoty medalista mistrzostw świata.

## Kariera
Igrzyska olimpijskie w Cortina d’Ampezzo w 1956 roku były pierwszymi i zarazem ostatnimi w jego karierze. W swoim jedynym starcie tych igrzysk, w biegu na 50 km techniką klasyczną zajął dziesiąte miejsce.
W 1958 roku wystartował na mistrzostwach świata w Lahti wspólnie z Sixtenem Jernbergiem, Lennartem Larssonem i Perem-Erikiem Larssonem zdobywając złoty medal w sztafecie. Także cztery lata później, podczas mistrzostw świata w Zakopanem Szwedzi w składzie: Lars Olsson, Sture Grahn, Sixten Jernberg i Assar Rönnlund wywalczyli złoty medal w sztafecie.
W 1958 i 1962 roku był mistrzem Szwecji w biegu na 30 km.
Jego żona Barbro Martinsson również reprezentowała Szwecję w biegach narciarskich.

## Osiągnięcia

### Igrzyska olimpijskie
| Miejsce | Dzień    | Rok  | Miejscowość       | Konkurencja             | Czas biegu | Strata   | Zwycięzca   |
| ------- | -------- | ---- | ----------------- | ----------------------- | ---------- | -------- | ----------- |
| 10.     | 2 lutego | 1956 | Cortina d’Ampezzo | 50 km stylem klasycznym | 2:50:27 h  | +16.05 s | Sture Grahn |

### Mistrzostwa świata
| Miejsce | Dzień     | Rok  | Miejscowość | Konkurencja             | Czas biegu | Strata  | Zwycięzca         |
| ------- | --------- | ---- | ----------- | ----------------------- | ---------- | ------- | ----------------- |
| 18.     | 2 marca   | 1958 | Lahti       | 30 km stylem klasycznym | 1:40:03,0  | +5:06,4 | Kalevi Hämäläinen |
| 18.     | 4 marca   | 1958 | Lahti       | 15 km stylem klasycznym | 48:58,3    | +2:11,0 | Veikko Hakulinen  |
| 1.      | 6 marca   | 1958 | Lahti       | Sztafeta 4 × 10 km      | 2:18:15,0  | -       | -                 |
| 12.     | 8 marca   | 1958 | Lahti       | 50 km stylem klasycznym | 2:56:21,9  | +9:59,4 | Sixten Jernberg   |
| 11.     | 18 lutego | 1962 | Zakopane    | 30 km stylem klasycznym | 1:52:39,4  | +2:22,4 | Eero Mäntyranta   |
| 1.      | 22 lutego | 1962 | Zakopane    | Sztafeta 4 × 10 km      | 2:24:39,8  | -       | -                 |